# Francisco Garate
Francisco Garate Bergaretxe (Durango, 11 gennaio 1916 – Durango, 27 settembre 1986) è stato un calciatore spagnolo, di ruolo attaccante.

## Carriera
Fratello maggiore di Ignacio Garate, cresce nel Cultural Durango, e nella stagione 1934-1935 passa all'Athletic Bilbao, con cui debutta in Primera División spagnola il 10 novembre 1935 in Real Oviedo-Athletic (3-3).
Dopo l'interruzione delle attività sportive dovuta alla Guerra Civile Spagnola, riprende a giocare con i baschi, con cui trascorre altre sette stagioni, in cui colleziona 134 presenze e realizza 54 reti.
Conclude la carriera nel 1946 dopo aver vinto due campionati e tre Coppe del Re.

## Palmarès

### Giocatore

#### Club

##### Competizioni nazionali
- Coppa di Spagna: 3

Athletic Bilbao: 1943, 1944 e 1945
- Campionato spagnolo: 2

Athletic Bilbao: 1935-1936, 1942-1943